# 중국의 철학자 목록
다음은 중국의 철학자 목록이다.

## 고대의 철학자

### 유교
- 공자
- 동중서
- 고자 (사상가)
- 맹자
- 왕망
- 순자
- 안회
- 증자 (사상가)
- 정현 (후한)
- 자사
- 주희

### 도교
- 갈홍
- 노자
- 열자
- 양웅
- 장도릉
- 장각

### 음양가, 자연주의
- 추연

### 묵가
- 묵자
- 노반

### 법가
- 관중 (춘추)
- 조조 (전한)
- 한비자
- 이회 (법가)
- 이사 (진나라)
- 상앙
- 신불해
- 신도 (사상가)
- 자산 (춘추)

### 양주학파
- 양주 (사상가)

### 명가
- 혜시
- 공손룡

### 농가
- 허행

### 종횡가
- 소진 (전국)
- 장의 (전국)
- 악의 (장군)
- 역이기

### 군사
- 손무
- 손빈

## 왕정 시대 철학자

### 현학
- 왕필
- 죽림칠현
  - 완적
  - 혜강
  - 산도 (서진)
  - 유령 (서진)
  - 완함
  - 상수 (서진)

### 선종
- 혜능
- 의현
- 조주종심
- 길장
- 승조
- 일행 (683년)
- 현장
- 혜원 (동진)

### 성리학
- 주돈이
  - 정이 (학자)
  - 정호
  - 주희
    - 왕부지
    - 왕수인
      - 이지 (1527년)
      - 황종희
      - 담약수
- 한유
- 육구연
- 소옹
- 소식 (북송)
- 장재
- 이고 (당나라)

### 고증학
- 왕부지
- 고염무
- 안원 (1635년)
- 대진 (청나라)
- 기윤
- 장학성
- 캉유웨이
- 담사동
- 홍양길

## 쉽게 분류가 불가능한 철학자
- 대진 (청나라)
- 환담
- 왕충 (후한)
- 마융
- 심괄
- 서문표

## 현대의 철학자
- 량치차오
- 장둥쑨
- 슝스리
- 양수명
- 펑유란
- 진웨린
- 탕융퉁
- 허린

## 중국의 마르크스주의 철학자
- 리다자오
- 천두슈
- 취추바이
- 마오쩌둥
- 천보다
- 궈모뤄
- 정신
- 덩샤오핑